# 外壁診断士
外壁診断士（がいへきしんだんし）は、一般社団法人全国住宅外壁診断士協会が認定する資格。外壁の性能と課題に対処する専門的な知識を習得しており、依頼者に公正なアドバイスや提案ができる優れた技術者に対する呼称。
外壁診断士に向けた住宅外壁の劣化診断や安全評価等の技術講習会と資格検定試験が同協会により実施されている。
当該資格には「外壁診断士」と「外壁アドバイザー」の2種類があり、前者は主に建築士やハウスメーカーを対象としたもの。後者は主に現場技術者を対象に、塗装コース、左官コース、一般コースの3工種別になっている。

## 基礎的資質
外壁診断士には以下のいずれかの基礎的資質が求められる。
1. 住宅建設に関わる経験を5年間以上有していること。
2. 一級建築士、二級建築士、木造建築士の資格を有すること、または1級・2級建築施工管理技士の資格を有すること、またはインテリアコーディネーターの資格を有すること。
3. 外壁アドバイザー合格後、住宅建設に関わる経験を2年以上有すること。

外壁アドバイザーには以下の基礎的資質が求められる。
1. 住宅建設工事の施工に関わる経験を2年間以上有すること。経験には住宅リフォーム業、不動産取引および管理業、エクステリア関連業での経験を含む。

## 関連情報
一般社団法人 全国住宅外壁診断士協会
- 会長 渡辺豊和（京都造形芸術大学名誉教授）
- 講師 菊池時夫（菊池建設設計事務所）
- 本部 白滝一紀（前教育新聞社代表取締役社長）
- 外壁診断士検索サイト「外壁リプロフ」